# Clinton (Kansas)
Clinton è una comunità non incorporata degli Stati Uniti d'America della contea di Douglas nello Stato del Kansas.

## Storia

### Bloomington
La città di Bloomington fu fondata nel giugno del 1854 ma non fu chiamata così fino all'aprile del 1855 quando Harrison Burson fece richiesta al governo degli Stati Uniti per un ufficio postale. Nell'arco di otto mesi dalla sistemazione dell'area circa 530 coloni erano nell'area che sarebbe diventata Bloomington-Clinton. Il popolo di Bloomington era molto contro la schiavitù e aiutava gli schiavi a fuggire attraverso la Underground Railroad. All'inizio del 1857, la metà settentrionale di Bloomington fu spostata in una nuova posizione e la parte sud della città fu ribattezzata Winchester.

### Winchester
Winchester prende il nome da una città nell'Illinois come Bloomington. Più tardi nel corso dell'anno Bloomington agì per diventare una città incorporata con Winchester, ed entrambe lo divennero quattro giorni dopo. Winchester fu incorporata il 20 febbraio 1857 sotto il nome di Clinton. Il nome attuale deriva dalla città di Clinton nell'Illinois.

### Clinton
Clinton e Bloomington divennero rapidamente rivali poiché erano separati solo da circa tre miglia. Bloomington iniziò a perdere terreno nel 1858, quando il 30 agosto l'ufficio postale fu trasferito a Clinton. Nei primi cinque anni di esistenza, Clinton costruì due scuole, due chiese e un municipio. Nel 1869, il Clinton Cemetery fu costruito su un terreno già utilizzato per un cimitero ed è considerato uno dei più antichi cimiteri della contea di Douglas.
La St. Louis, Lawrence & Denver Railroad fu costruita tra Bloomington e Clinton nel 1873, ma il suo percorso fu presto reso superfluo dalle maggiori ferrovie concorrenti e fu chiuso nel 1894. Nel 1876, la maggior parte di Bloomington era tornata ai terreni agricoli ed era considerata sgomberata.  
L'ufficio postale di Clinton chiuse nel 1927.
A partire dalla metà degli anni 1960, la terra fu acquistata per la costruzione del lago Clinton e l'intera città di Bloomington fu rasa al suolo dai bulldozer, lasciando in piedi solo la casa di J.C. Steele e una baracca per il latte. La casa è stata demolita, ma il capannone si trova ancora come Clinton Lake Museum vicino Bloomington Beach nella Bloomington Recreation Area.